# Isalus
Isalus o Tristachya és un gènere de plantes de la família de les poàcies. És originari de Madagascar. Plantes bisexuals, amb espiguetes bisexuals; amb flors hermafrodites. Totes les espiguetes són iguals en la sexualitat.
Fou descrit per J.B. Phipps (1966). Alguns autors ho inclouen en el gènere Tristachya.

## Taxonomia
- Isalus betsileensis
- Isalus humbertii
- Isalus isalensis